# Cosme San Martín
Pour les articles homonymes, voir San Martín.
Cosme San Martín Lagunas (Valparaíso, 27 septembre 1849 - Santiago, 1er avril 1906) est un peintre chilien et le premier directeur de l'Academia de Pintura (es) né au Chili. 

## Biographie
Son père était musicien. En 1864, il se rend à Santiago pour étudier à l'Academia. Parmi ses professeurs se trouvaient le directeur de l'école, Alejandro Ciccarelli (en), et Juan Mochi qui ont eu une grande influence sur son style. Quatre ans plus tard, alors à peine âgé de dix-neuf ans, San Martín est nommé professeur de dessin à l'Academia. 
Son tableau Jesús y María Magdalena remporte un concours qui lui permet d'obtenir une bourse d'études en Europe. En 1875, il se rend à Paris, où il étudie à l'École des Beaux-Arts et travaille dans les ateliers du peintre espagnol Juan Antonio González (1842-1914), aux côtés de l'artiste chilien, Pedro Lira. Il participe à plusieurs expositions ainsi qu'au Salon. En 1880, son tableau El reposo de la modelo (« Le repos de la modèle ») a été très apprécié et a été inclus dans le matériel promotionnel du Salon. 
Il reste en Europe pendant dix ans. À son retour au Chili, il est nommé directeur adjoint de l'Academia sous la direction de son ancien professeur, Juan Mochi. Deux ans plus tard, lorsque Mochi démissionne, San Martín lui succède en tant que directeur. Il était apparemment très dévoué et apprécié et a servi jusqu'en 1900, date à laquelle il démissionne et est remplacé par le sculpteur Virginio Arias. 
Il a été l'un des derniers représentants de l'académisme dans son pays et a travaillé dans une grande variété de genres, y compris les portraits, la peinture d'histoire, les portraits d'intérieur, les allégories, l'art marin et les natures mortes. Il était également musicien et jouait souvent de l'alto avec l'orchestre du théâtre municipal de Santiago, où son père avait été employé. 

## Élèves
Cosme San Martín a formé un grand nombre d'artistes chiliens de son époque. Parmi ceux-ci se trouvent : 
- Pablo Burchard (1875-1964)
- Guillermo Córdova (1869-1936)
- Albina Elguín (vers 1871-1897)
- Arturo Gordon (1883-1944)
- Enrique Lynch del Solar (es) (1863-1936)
- Alberto Valenzuela Llanos (es) (1869-1925)

## Galerie

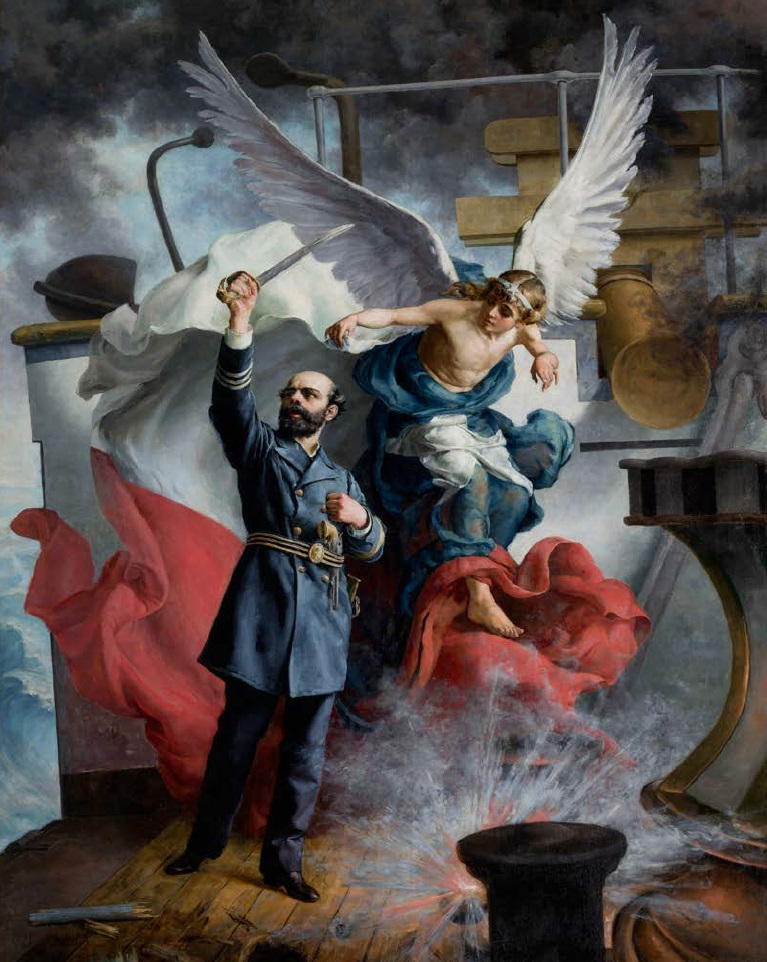
Arturo Prat guidé par le génie de la patrie (Prat guiado al sacrificio por el genio de la Patria', 1883)
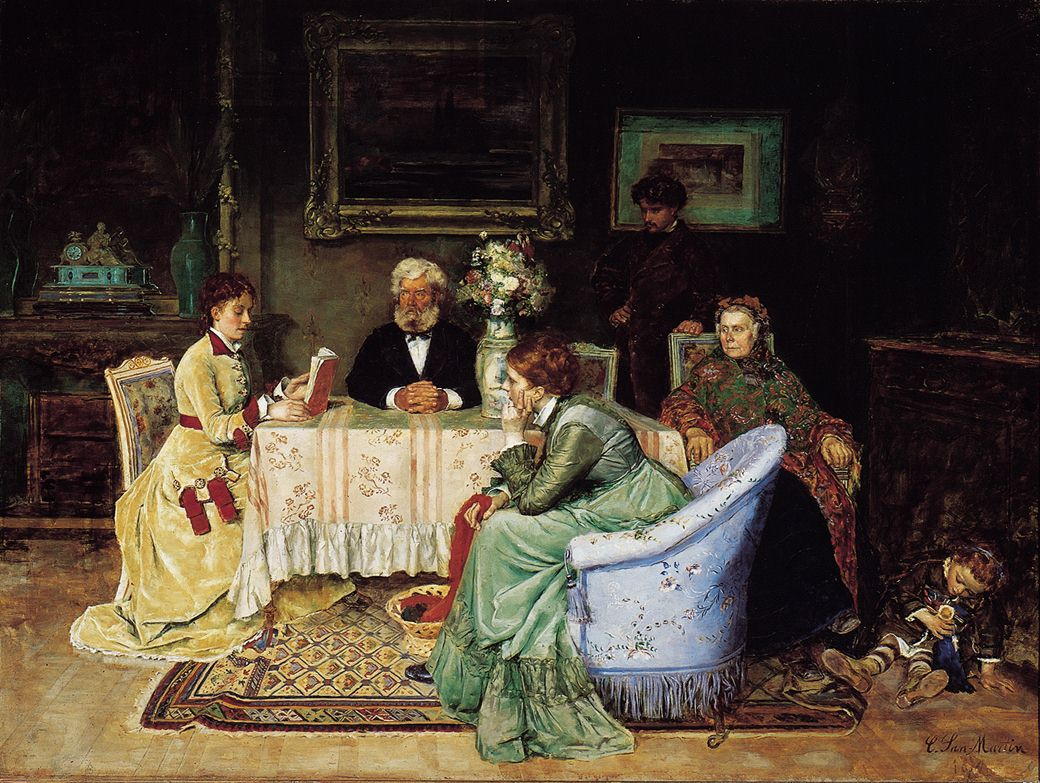
La Lecture (La lectura, 1874), Musée national des Beaux-Arts.
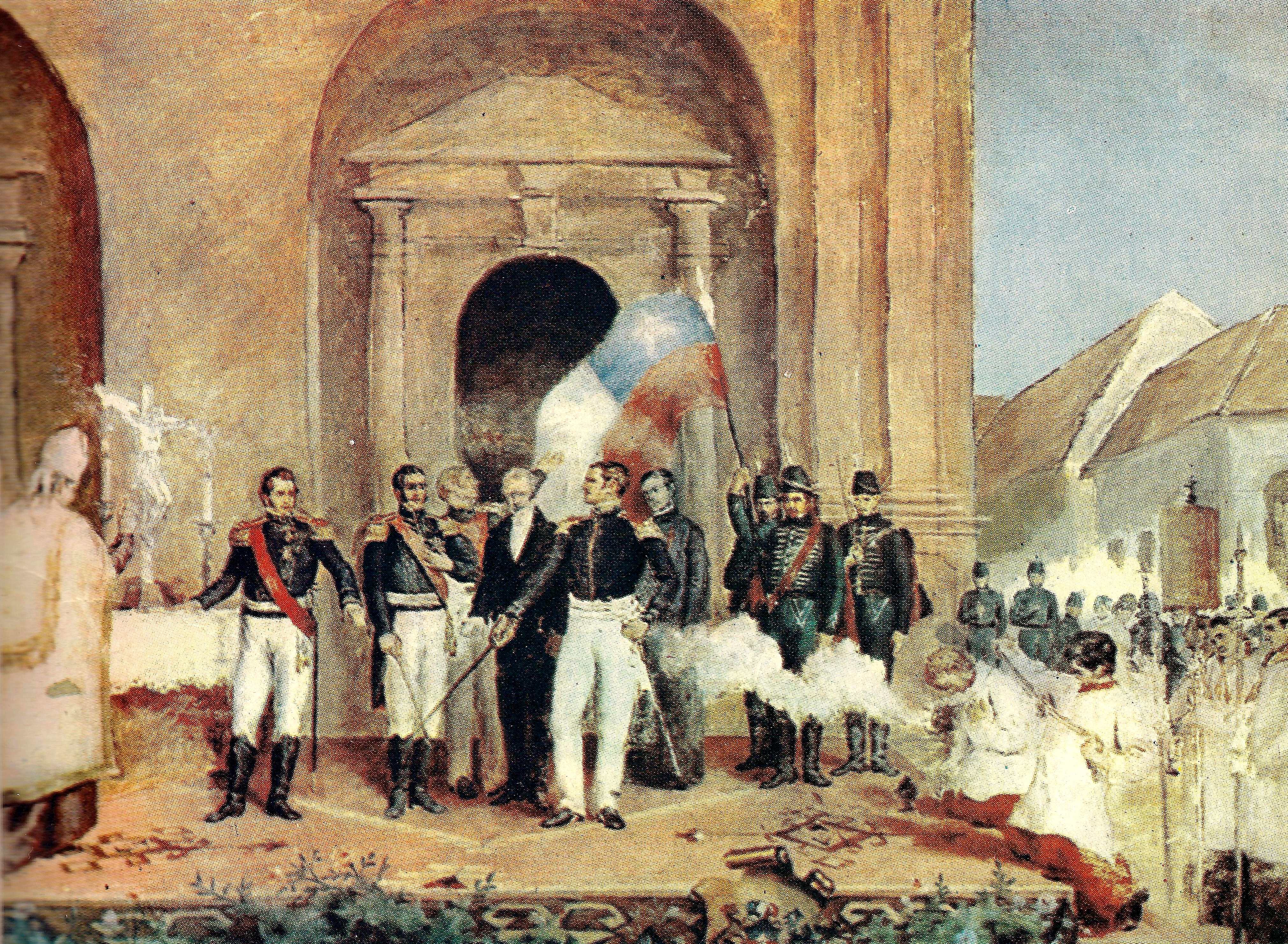
Jura de la Independencia de Chile
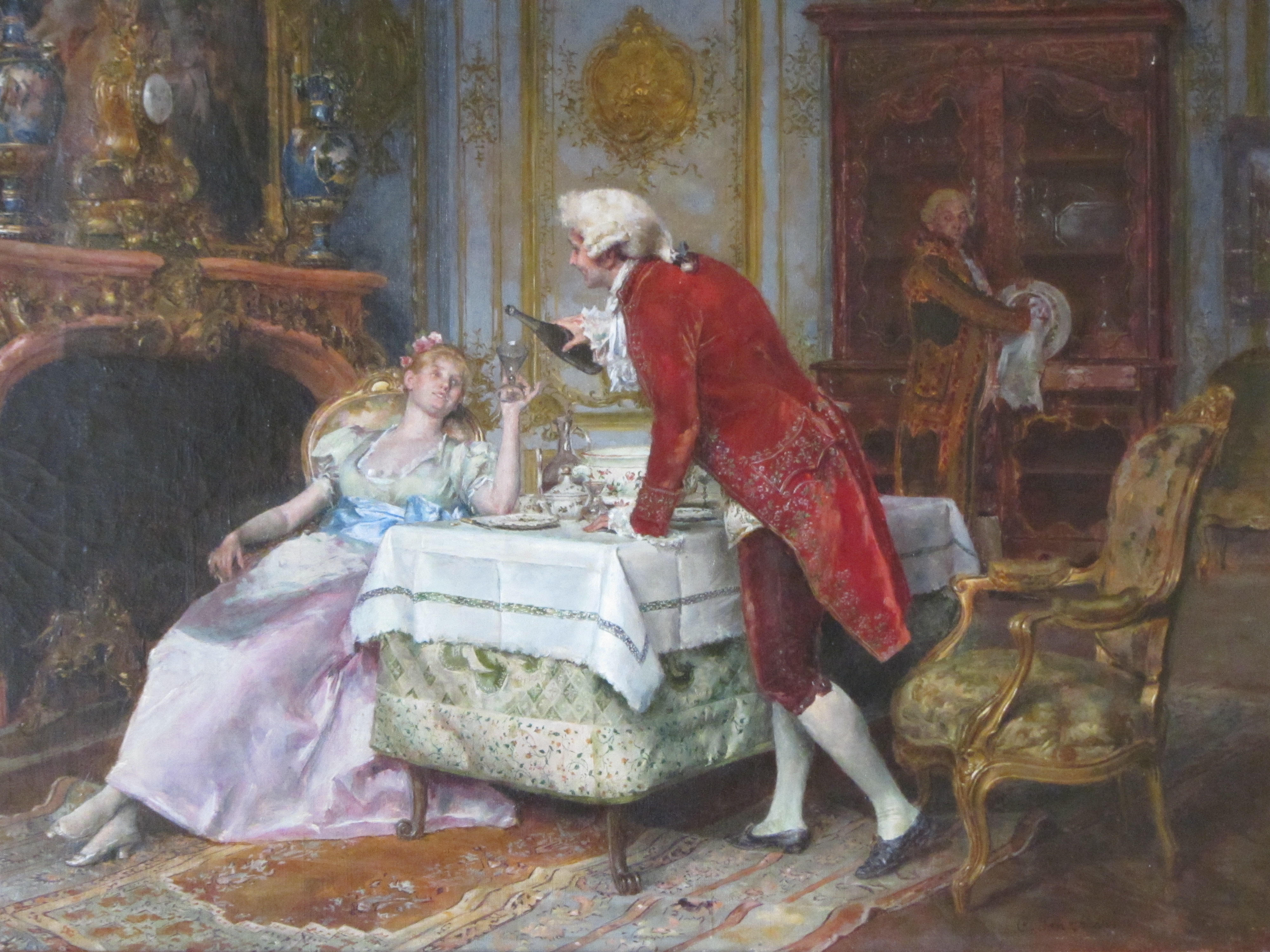
Idylle au temps de Louis XV (Idilio en los tiempos de Luis XV)
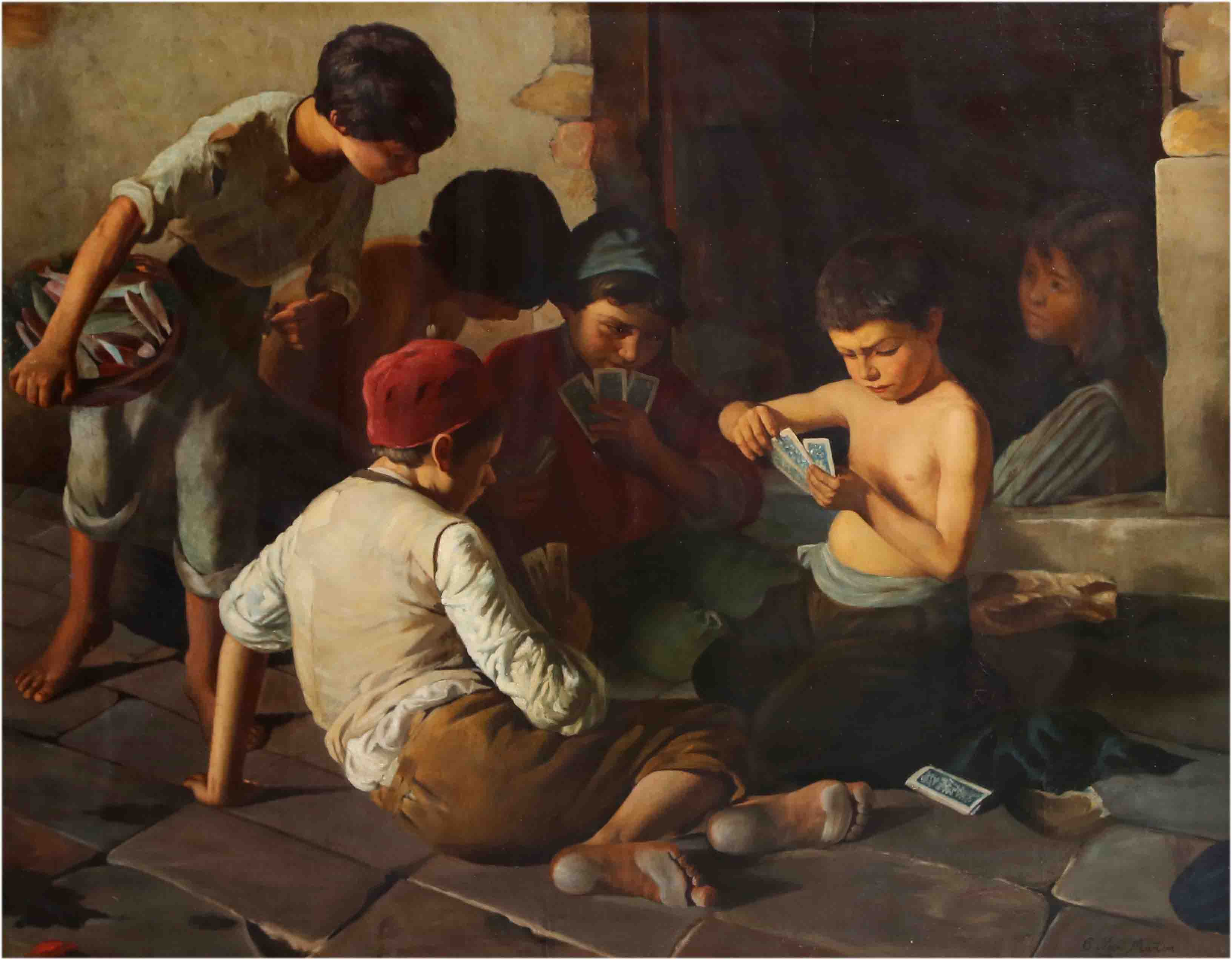
Jouer à la  Brisca (en)